# روسولا وافرة
روسولا وافرة (الاسم العلمي: Russula laeta) هي نوع من الفطريات تتبع جنس الروسولا من الفصيلة الروسولية.